# Doolittle (Album)
Doolittle ist das zweite Studioalbum der US-amerikanischen Indie-Rock-Band Pixies. Es wurde am 17. April 1989 via 4AD veröffentlicht.

## Entstehungsgeschichte
Nach der Veröffentlichung von Surfer Rosa, das am 21. März 1988 erschienen war, begann Frontmann Frank Black, neue Stücke zu schreiben. Als Produzenten für das neue Album wählte der 4AD-Mitgründer Ivo Watts-Russell Gil Norton aus, mit dem die Pixies bereits bei den Aufnahmen für die im Mai 1988 erschienene Single Gigantic zusammengearbeitet hatten. Die Aufnahmen begannen am 31. Oktober 1988 und endeten am 23. November desselben Jahres.

### Name des Albums
Der Name Doolittle wird in dem Lied Mr. Grieves verwendet:

“Pray for a man in the middle, one that talks like Doolittle.”

Doolittle bezieht sich in diesem Lied auf Doktor Dolittle und symbolisiert das Gegenstück zu Mr. Grieves (dt. „Herr Gram“), da ein Mensch mit der Fähigkeit, mit Tieren zu sprechen, so Aussagen über die Zukunft treffen und sie gegebenenfalls zum Positiven wenden kann.

### Coverbild
Das von Vaughan Oliver erdachte Cover des Albums zieren Zitate aus Monkey Gone to Heaven. Es ist ein Affe mit einem Heiligenschein zu sehen, der von den drei Zahlen 5 (die Zahl des Menschen), 6 (die Zahl Satans) und 7 (die Zahl Gottes) umgeben wird.

## Stil und Rezeption
Die Texte auf Doolittle haben unterschiedliche Einflüsse; so zitiert das Eröffnungsstück Debaser den surrealistischen Film Ein andalusischer Hund, während Monkey Gone to Heaven Umweltkatastrophen thematisiert. Dead und Gouge Away schließlich handeln von den biblischen Geschichten von David und Batseba bzw. Samson und Delila.
Doolittle wurde 2006 von den Lesern der Zeitschrift Visions in die Liste der „150 Platten für die Ewigkeit“ aufgenommen, die in Ausgabe 150 veröffentlicht wurde. Auch in der Ultimative Music Collection des Magazins Q war Doolittle zu finden. NME setzte das Album auf Platz 2 in ihrer Liste der 100 besten Alben aller Zeiten.
Die Kritiker waren von Doolittle überwiegend angetan; so erklärten die Redakteure der britischen Zeitschriften Sounds und Melody Maker das Album jeweils zum zweitbesten des Jahres 1989, auch der Rolling Stone fand lobende Worte.

## Titelliste
1. Debaser
2. Tame
3. Wave of Mutilation
4. I Bleed
5. Here Comes Your Man
6. Dead
7. Monkey Gone to Heaven
8. Mr. Grieves
9. Crackity Jones
10. La La Love You
11. No. 13 Baby
12. There Goes My Gun
13. Hey
14. Silver
15. Gouge Away

Mit Ausnahme von Silver, das unter Beteiligung von Kim Deal verfasst wurde, wurden alle Lieder von Frank Black geschrieben.

## Kommerzieller Erfolg

### Chartplatzierungen
| ChartsChartplatzierungen       | Höchstplatzierung | Wochen |
| ------------------------------ | ----------------- | ------ |
| Vereinigte Staaten (Billboard) | 98 (27 Wo.)       | 27     |
| Vereinigtes Königreich (OCC)   | 8 (11 Wo.)        | 11     |

### Auszeichnungen für Musikverkäufe
| Land/Region                  | Auszeichnungen für Musikverkäufe (Land/Region, Auszeichnung, Verkäufe) | Verkäufe  |
| ---------------------------- | ---------------------------------------------------------------------- | --------- |
| Frankreich (SNEP)            | Gold                                                                   | 100.000   |
| Kanada (MC)                  | Gold                                                                   | 50.000    |
| Neuseeland (RMNZ)            | Gold                                                                   | 7.500     |
| Vereinigte Staaten (RIAA)    | Platin                                                                 | 1.000.000 |
| Vereinigtes Königreich (BPI) | Platin                                                                 | 300.000   |
| Insgesamt                    | 3× Gold · 2× Platin ·                                                  | 1.457.500 |